# Sternoppia sphaerodendron
Sternoppia sphaerodendron är en kvalsterart som beskrevs av Balogh och Sandór Mahunka 1979. Sternoppia sphaerodendron ingår i släktet Sternoppia och familjen Sternoppiidae. Inga underarter finns listade i Catalogue of Life.